# L'amante di Lady Chatterley
L'amante di Lady Chatterley (in inglese Lady Chatterley's Lover) è un romanzo di David Herbert Lawrence, considerato uno tra i romanzi più famosi del XX secolo.
Pubblicato per la prima volta a Firenze nel 1928, l'opera fu immediatamente tacciata di oscenità a causa dei riferimenti espliciti di carattere sessuale e al fatto che in essa veniva descritta una relazione tra la moglie di un nobile paraplegico e un uomo appartenente alla  classe lavoratrice.
Il romanzo fu pertanto messo al bando in tutta Europa e, in particolare nel Regno Unito, ancora influenzato dalla morale vittoriana, fu pubblicato solo nel 1960 e, nonostante ciò, immediatamente sottoposto a processo. 
Il romanzo ha scosso nel profondo non solo la sensibilità di generazioni di lettori del ventesimo secolo, ma anche i pregiudizi sul piacere femminile e sulla virilità. A suscitare disapprovazione non fu la semplice descrizione degli amori della protagonista: la protagonista è il simbolo di un risveglio culturale e sociale che pervade l'Europa negli anni Venti, ed è un risveglio che non riguarda il solo universo femminile.
Lady Chatterley, eroina ribelle e rivoluzionaria suo malgrado, forse a causa delle sue esperienze giovanili che la rendono inadeguata alla vita rigorosa di una signora dell'alta società, è spinta a opporsi sia alle convenzioni imposte dalla sua posizione sociale, sia al potere maschile. Lo squallore di un distretto industriale del nord dell'Inghilterra è la molla decisiva che le fa comprendere l'avvilimento della sua esistenza e cercare una vita migliore fino a portare alle estreme conseguenze la sua storia d'amore e la sua rivolta contro la società moderna. 
Le Monde lo posiziona al 39º posto della classifica dei 100 migliori libri del ‘900.

## Ispirazione
La narrazione è ispirata al tradimento della moglie di Lawrence, Frieda von Richthofen. La vicenda, infatti, narra di una nobildonna, Lady Chatterley, che, sposata a un uomo di nobile origine ritornato paralizzato dalla Prima Guerra mondiale, si trova a dover assistere suo marito in una tenuta immersa nelle nebbiose Midlands inglesi, e lo tradisce con un guardiacaccia; la vera storia è stata narrata nel romanzo di Alberto Bevilacqua, Attraverso il tuo corpo. Anni dopo l'uscita del romanzo si sarebbe scoperto che il personaggio del sanguigno Mellors era stato ispirato da un certo Angelo Ravagli, vigoroso capitano italiano dei bersaglieri. Questa però non è l'unica versione circolante: un altro possibile spunto sarebbe quello che ci porta a Castelmola (Messina), la località nei pressi di Taormina dove David Lawrence e sua moglie Frieda presero alloggio tra il 1920 e il 1922. Fu in questo periodo che Frieda conobbe Peppino D'Allura, il mulattiere che quasi ogni giorno la portava da Taormina fino a Castelmola a trovare la sua amica inglese Betty. E secondo le voci circolanti tra i due nacque una passione incontenibile, che fornì vari spunti per la stesura del romanzo.

## Trama
In giovane età Constance, la futura Lady, fu mandata assieme alla sorella nelle città più importanti d'Europa (Parigi, Firenze, Roma, L'Aia e Berlino) ma a quindici anni si trasferì per un lungo periodo a Dresda per studiare (soprattutto musica). In Germania si innamorò di un giovane che le fece fare le sue prime esperienze sessuali; ma prima del Natale del 1914 costui era già morto in una delle battaglie della guerra.
Ritornata in Inghilterra, si trasferì nella casa materna a Kensington e iniziò a frequentare il gruppo di Cambridge; in questo periodo conobbe Clifford Chatterley, un uomo della bassa aristocrazia e molto intelligente, che poi sposerà e grazie al quale diventerà Lady.
Nel corso del romanzo Connie maturerà sia sessualmente che come donna; col tempo arriverà a disprezzare e ad allontanarsi così tanto dal debole e impotente marito, a causa della freddezza e dei comportamenti di lui, al punto da iniziare una relazione dapprima con l'incostante irlandese Michaelis, poi con Oliver Mellors, il guardacaccia della tenuta di suo marito, Wragby Hall.
Mentre cerca di divorziare dal marito e di avere un bimbo dal suo amato Mellors, Lady Chatterley si allontana da quel freddo e industriale mondo che la circonda, regno dell'aristocrazia e degli intellettuali, per ritirarsi assieme al suo amante in una vita governata dalla tenerezza, dalla sensualità e dall'appagamento sessuale.

## Personaggi principali
- Lady Chatterley: è la protagonista del romanzo. Figlia di Sir Malcolm Reid e sorella di Hilda Reid, Constance (chiamata "Connie" nel libro) è una donna colta, intellettuale, socialmente progressista e molto passionale della media borghesia scozzese; di sua madre non si conosce il nome ma nel libro viene detto che era appartenuta alla socialista Fabian Society.
- Oliver Mellors: Guardiacaccia ingaggiato da Clifford. Inizialmente descritto come un uomo rude, incapace di parlare l'inglese correttamente ( si esprime prevalentemente in dialetto). Successivamente dimostra davvero di amare "Connie", aprendole il suo cuore e dimostrandole di non desiderarla soltanto. Mellors è molto magro, alto, cinico, ma allo stesso tempo si dimostra molto comprensivo; ha ideali anticonformisti e dimostra una certa eleganza anche appartenendo alla classe lavoratrice.
- Sir Clifford : Spregevole, cinico, egoista. Clifford ha subito un grave infortunio in guerra, reprimendo così ogni tipo di sentimento, gioia o dolore nei confronti del mondo che lo circonda. Pur di avere un erede è disposto a dar il permesso a "Connie" di avere rapporti con altri uomini.
- Mrs Bolton: Domestica di Sir Clifford, è una giovane donna, molto buona e comprensiva, molto paziente. Il suo rapporto con Clifford si dimostra ambiguo, ma fra i due sembra esserci molto sintonia e comprensione, rendendo il loro legame molto intimo. Inoltre si dimostra anche una buona compagnia e consigliera per "Connie".

## Nei media
- 1956: L'amante di Lady Chatterley di Marc Allégret;
- 1982: L'amante di Lady Chatterley di Just Jaeckin;
- 1989: La storia di Lady Chatterley di Lorenzo Onorati;
- 1991: L'amante di Lady Chatterley di Frank De Niro;
- 1994: Lady Chatterley di Ken Russell;
- 2007: Lady Chatterley di Pascale Ferran;
- 2015: L'amante di Lady Chatterley, scritto e diretto da Jed Mercurio, film per la TV, BBC One;
- 2022: L'amante di Lady Chatterley di Laure de Clermont-Tonnerre.

Negli adattamenti cinematografici e televisivi il personaggio di Lady Chatterley è stato interpretato da:
1. Danielle Darrieux nella versione del 1955 diretta da Marc Allégret;
2. Sylvia Kristel nel remake del 1981 diretto da Just Jaeckin;
3. Malù nei due film erotici italiani La storia di Lady Chatterley (1989) e L'amante di Lady Chatterley (1991);
4. Joely Richardson nel film televisivo, uscito in forma ridotta anche al cinema, Lady Chatterley del 1993 di Ken Russell;
5. Marina Hands nella versione del 2006 di Pascale Ferran;
6. Holliday Grainger nella versione televisiva del 2015 per la BBC.
7. Emma Corrin nel film prodotto da Netflix nel 2022, diretto da Laure de Clermont-Tonnerre.

## Edizioni italiane
- L'amante di Lady Chatterley, traduzione di Manlio Lo Vecchio Musti, Introduzione di Aldous Huxley, Collana, Roma, Donatello De Luigi, 1945.
- L'amante di Lady Chatterley, traduzione di Giulio Monteleone, Introduzione di Carlo Izzo, prefazione dell'Autore, Collana Del cigno, Venezia-Milano, San Giorgio Nuova Editoriale, 1946. - a cura di Pietro Nardi, con introduzioni di Claudio Gorlier e/o André Malraux (1929) e appendici tradotte da Carlo Izzo, Milano, Mondadori, 1946-2023; dal 1954 anche in cofanetto, le tre diverse versioni Le tre «Lady Chatterley», in appendice la prefazione d'Autore A proposito di L'amante di Lady Chatterley.
- trad. di Sandro Melani, Milano, Garzanti, 1987, poi con introduzione di Paolo Ruffilli
- trad. di Adriana Dell'Orto, Milano, Rizzoli, 1988 a volte con prefazione di Guido Almansi o di Doris Lessing
- trad. di Amina Pandolfi, Milano, Rusconi, 1989
- trad. di Bruno Armando, Roma, Newton Compton, 1990; poi con introduzione di Vanni De Simone
- trad. di Carlo Izzo della seconda stesura, John Thomas e Lady Jane, con uno scritto di Pietro Nardi, Milano, SE, 1991.
- trad. di Carlo Izzo della prima stesura, La prima Lady Chatterley, con introduzione di Guido Almansi, Parma, Guanda, 1991.
- trad. di Francesco Franconeri, Bussolengo, Demetra, 1993.
- trad. di Gian Luca Guerneri, Alessandria, Orsa Maggiore Editrice, 1989; Rimini, Guaraldi, 1995; Introduzione di Nadia Fusini, Roma, Donzelli, 2011.
- trad. di Serena Cenni, Venezia, Marsilio, 2001.
- trad. di Richard Ambrosini, Firenze, Giunti, 2005.
- trad. di Alba Bariffi, Milano, HarperCollins, 2022, ISBN 979-12-598-5101-7.

- l'ed. Mondadori in CD mp3 (18h e 19'), lettura di Valentina Dal Farra, 2002

### La prima edizione italiana
La prima traduzione in italiano, oggi esaurita, apparve nel 1945 a opera di Manlio Lo Vecchio Musti, il quale scrisse nell'introduzione, tra l'altro, di essere stato fedele interprete del testo originale. In realtà, le cose andarono diversamente. Certamente, per evitare problemi con la censura allora molto attiva, il traduttore evitò la resa letterale di termini più volte utilizzati da Lawrence, quali to fuck, fottere, che egli rese costantemente con baciare, con effetti persino involontariamente comici, dove arrivò a tradurre «fuck's only what you do, animals fuck» con «baciar è quello che si fa, gli animali si baciano». Altri termini sessualmente crudi, quali cock e cunt, vennero tradotti rispettivamente con coda e musa, termine, quest'ultimo, praticamente ignoto al lettore italiano.
Il traduttore tenne presente la versione francese approntata da Roger Cornaz, pubblicata nel 1929, ma dalla ritraduzione dall'edizione francese derivarono numerosi errori. Così, l'inglese mouse, topo, venne tradotto con sorriso, fraintendimento del francese souris, woodpecker, picchio, fu reso con piccone, travisamento del francese pic, colliery, miniera, divenne minaccie [sic], un abbaglio preso traducendo il francese mines, e freckles divennero vampe di rossore, traducendo erroneamente le tâches de rousseur che in francese voglion proprio dire lentiggini.
Come fu rilevato, numerosi furono gli errori di questo genere: room divenne campo da pièce, cleanliness fu tradotto proprietà da propriété, as was inevitable in the course of time fu reso con poiché ciò doveva durare a lungo, silly, stupido, fu tradotto con bestiale, da bête, e così via. Appare sorprendente pertanto come il fine letterato Emilio Cecchi, un'autorità nella critica, abbia allora ritenuto che la traduzione risultasse «accurata e riuscita», e non avesse «indietreggiato davanti a quelle audacie verbali che esasperano la censura e il pubblico anglosassone».